# Бигланд (тауншип, Миннесота)
Бигланд (англ. Bygland) — тауншип в округе Полк, Миннесота, США. На 2000 год его население составило 297 человек.

## География
По данным Бюро переписи населения США площадь тауншипа составляет 72,9 км², из которых 72,9 км² занимает суша, водоёмов нет.

## Демография
По данным переписи населения 2000 года здесь находились 297 человек, 106 домохозяйств и 83 семьи.  Плотность населения —  4,1 чел./км².  На территории тауншипа расположено 109 построек со средней плотностью 1,5 построек на один квадратный километр. Расовый состав населения: 97,64 % белых, 0,34 % афроамериканцев, 0,67 % коренных американцев и 1,35 % приходится на две или более других рас. Испанцы или латиноамериканцы любой расы составляли 1,01 % от популяции тауншипа.
Из 106 домохозяйств в 34,0 % воспитывались дети до 18 лет, в 69,8% проживали супружеские пары, в 4,7 % проживали незамужние женщины и в 20,8 % домохозяйств проживали несемейные люди. 16,0% домохозяйств состояли из одного человека, при том 2,8 % из — одиноких пожилых людей старше 65 лет. Средний размер домохозяйства — 2,80, а семьи — 3,13 человека.
27,3 % населения — младше 18 лет, 7,7 % — в возрасте от 18 до 24 лет, 31,0 % — от 25 до 44, 24,2 % — от 45 до 64, и 9,8 % — старше 65 лет. Средний возраст — 36 лет. На каждые 100 женщин приходилось 132,0 мужчин.  На каждые 100 женщин старше 18 приходилось 125,0 мужчин.
Средний годовой доход домохозяйства составлял 47 500 долларов, а средний годовой доход семьи —  49 107 долларов. Средний доход мужчин —  40 208  долларов, в то время как у женщин — 22 500. Доход на душу населения составил 18 260 долларов. За чертой бедности находились 9,2 % семей и 11,0 % всего населения тауншипа, из которых 8,3 % младше 18 лет.